# Deneb Algedi
Deneb Algedi eller Delta Capricorni (δ Capricorni, förkortat Delta Cap, δ Cap), som är stjärnans Bayer-beteckning, är en multippelstjärna i den östra delen av stjärnbilden Stenbocken. Den har en kombinerad skenbar magnitud på +2,81 och är synlig för blotta ögat. Baserat på parallaxmätningar i Hipparcos-uppdraget på ca 84,3 mas beräknas den befinna sig på ca 39 ljusårs (12 parsek) avstånd från solen. Eftersom dess position är nära ekliptikan kan den ockulteras av månen, och också (sällan) av planeter. Ockultationer med månen har observerats 1951, 1962 och 1988.

## Nomenklatur
Delta Capricorni har de traditionella namnen Deneb Algedi, som kommer från det arabiska ذنب الجدي (abab al-jady), vilket betyder "getens svans", med hänvisning till den fiskliknande svansen hos den himmelska Stenbocken, och Scheddi.
År 2016 organiserade Internationella astronomiska unionen en arbetsgrupp för stjärnnamn (WGSN) med uppgift att katalogisera och standardisera riktiga namn för stjärnor. WGSN fastställde i februari 2017 namnet Deneb Algedi för Delta Capricorni Aa vilket nu ingår nu i listan över IAU-godkända stjärnnamn.

## Egenskaper
Primärstjärnan Delta Capricorni A är en blå till vit jättestjärna av spektralklass A7m III och en kemiskt ovanlig Am-stjärna med spektraltyp kA5hF0mF2 III under det reviderade MK-systemet. Notering anger att kalcium K-linjen i spektret matchar temperaturen hos en A5-stjärna, vätelinjen en F0-stjärna och metallabsorptionslinjerna en F2-stjärna. Den har en massa som är omkring dubbelt så stor som solens, en radie som är knappt två gånger större än solens och utsänder ca 9 gånger mera energi än solen från dess fotosfär vid en effektiv temperatur på ca 7 300 K.
Delta Capricorni A, är en kortperiodisk förmörkelsevariabel av Algol-typ (EA). Den varierar mellan skenbar magnitud +2,81 och 3,05 med en period av 1,0227688 dygn Följeslagaren Delta Capricorni Ab är en stjärna av spektraltyp G eller K med omkring 90 procent av solens massa.
Delta Capricorni har två optiska följeslagare. En stjärna av femtonde magnituden separerad med en bågminut, och en stjärna av trettonde magnituden belägen mer än två bågminuter från primärstjärnan och med ett ökande avstånd.